# Phénotype étendu

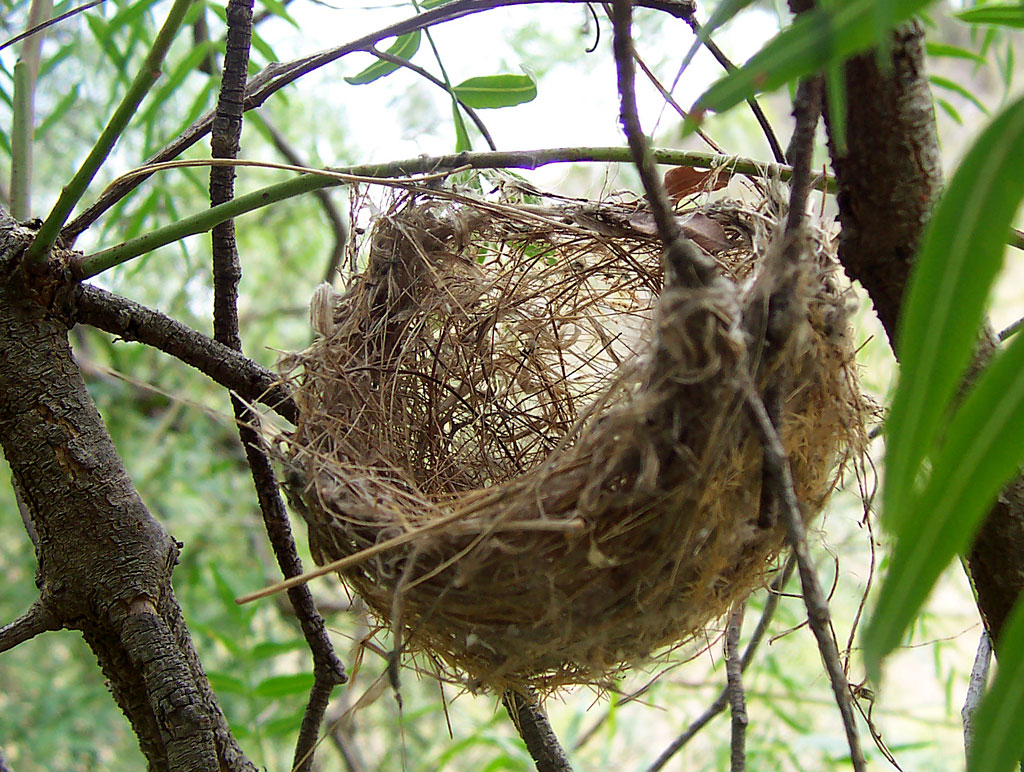
Le nid des oiseaux est un exemple typique de phénotype étendu.

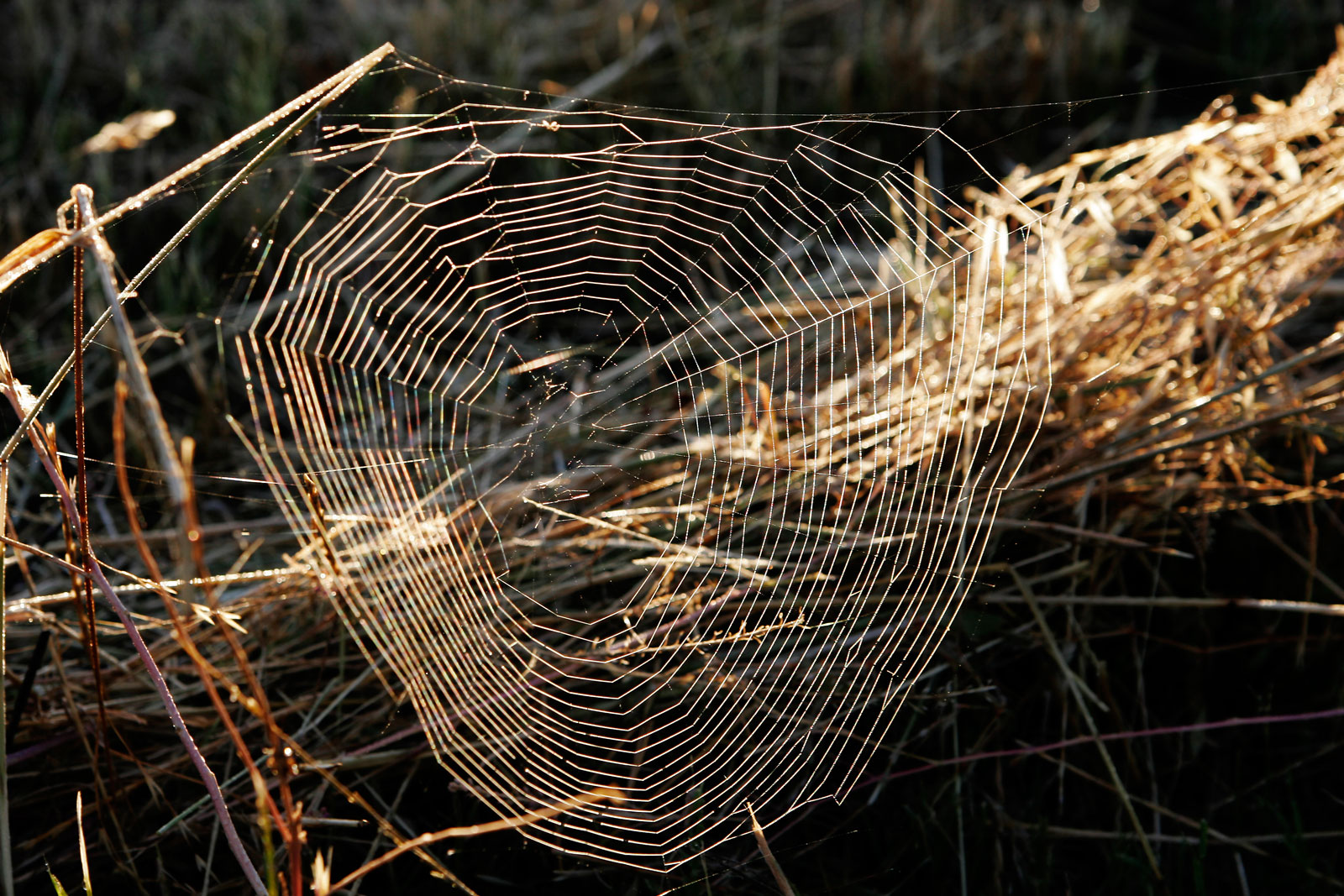
La soie d'araignée fait partie intégrante du phénotype au sens usuel du terme en tant que tissu sécrété par l'animal, mais la toile en tant que motif géométrique, fait partie de son phénotype étendu

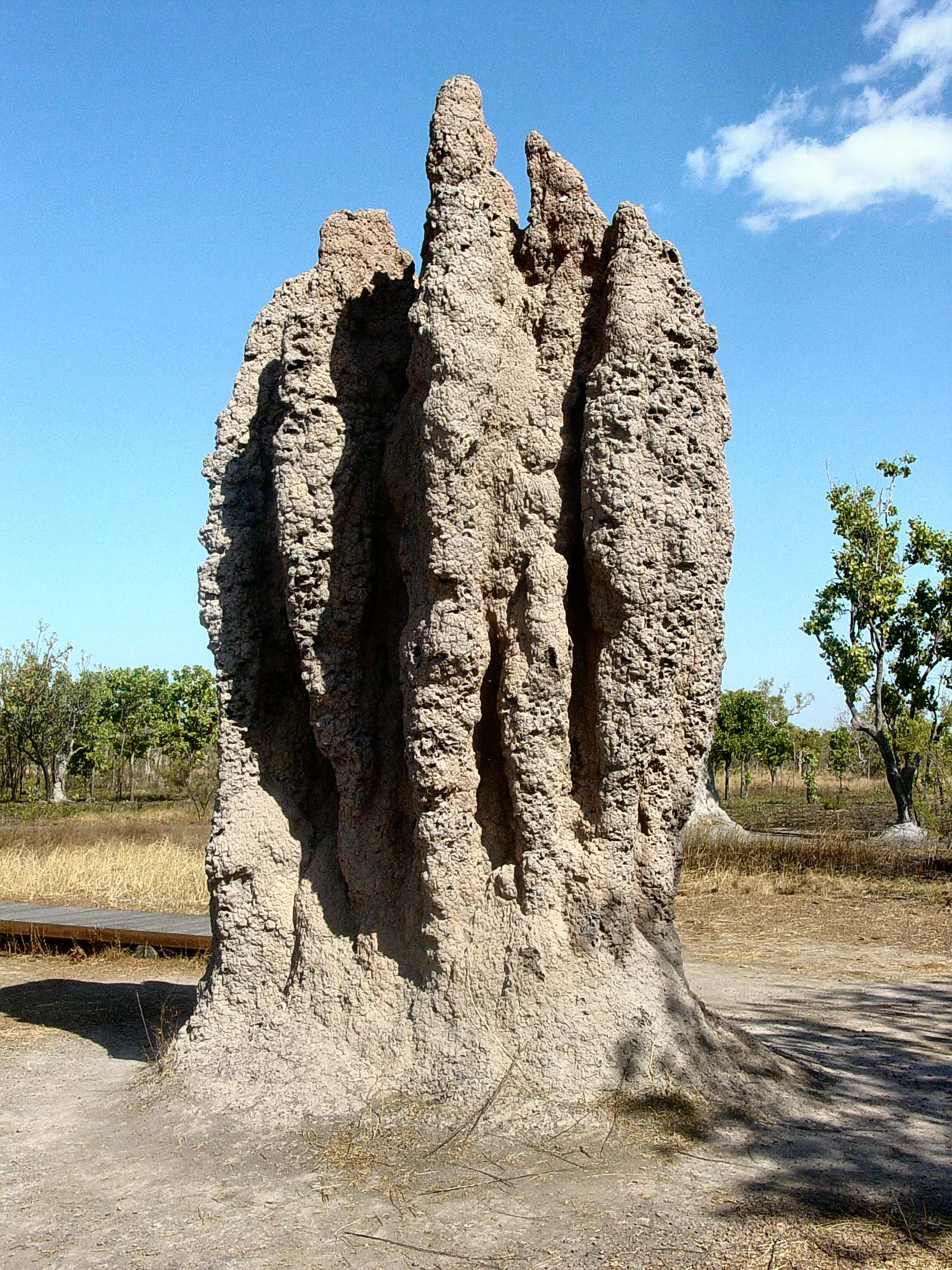
Les grandes termitières sont un exemple de phénotype étendu, montrant que de petits organismes, en colonies peuvent avoir un phénotype étendu à des échelles dépassant largement celles des individus qui composent les colonies.

Le phénotype étendu est un concept imaginé par Richard Dawkins et présenté dans un ouvrage homonyme, selon lequel le phénotype ne doit pas être limité au résultat de l'expression des gènes par les processus biologiques tels que la synthèse des protéines, ou la croissance des tissus, mais bien étendu à toutes les manifestations qui en découlent, y compris celles qui passent par l'activité du système nerveux central et plus généralement par le comportement de l'animal dans son environnement. Chez l’espèce humaine de nombreux exemples de phénotypes étendus existent comme le maquillage ou encore les constructions et les biens matériels.

## Enjeux
Le concept de phénotype étendu présente de profondes implications sur les plans philosophiques et épistémologiques, notamment par le regard nouveau qu'il apporte sur les liens entre la culture et la nature.  D'autres implications peuvent être trouvées dans le domaine des interactions durables entre espèces, par exemple en parasitologie, où certains microbes ou parasites s'avèrent capables de modifier, à leur avantage, le comportement de leur hôte.
Richard Dawkins considère ce concept comme étant sa plus importante contribution à la théorie de l'évolution.

## Bases génétiques
On commence à trouver des preuves de l'existence de bases génétiques et génomiques  à certains comportements. À titre d'exemple, on a étudié comment un virus (baculovirus) pouvait manipuler son hôte (insecte). Ce dernier, une fois infecté entame une ascension de l'arbre jusqu'à son sommet, puis meurt en se liquéfiant. Une « pluie de propagules virales » tombe alors sur le feuillage qui permet au virus d'infecter de nouveaux hôtes. 
Le gène viral qui manipule le comportement de l'hôte en lui imposant l'escalade a été récemment identifié.